# Saturn Awards 1994
La 20ª edizione dei Saturn Awards si è svolta il 20 ottobre 1994 in California, per premiare le migliori produzioni cinematografiche e televisive del 1993.

## Vincitori e candidati
I vincitori sono indicati in grassetto, a seguire gli altri candidati.

### Film

#### Miglior film di fantascienza
- Jurassic Park, regia di Steven Spielberg[1]
- Demolition Man, regia di Marco Brambilla
- Bagliori nel buio (Fire in the Sky), regia di Robert Lieberman
- 2013 - La fortezza (Fortress), regia di Stuart Gordon
- Il migliore amico dell'uomo (Man's Best Friend), regia di John Lafia
- The Meteor Man, regia di Robert Townsend
- RoboCop 3, regia di Fred Dekker

#### Miglior film fantasy
- Nightmare Before Christmas (The Nightmare Before Christmas), regia di Henry Selick[2]
- La famiglia Addams 2 (Addams Family Values), regia di Barry Sonnenfeld
- Ricomincio da capo (Groundhog Day), regia di Harold Ramis
- 4 fantasmi per un sogno (Heart and Souls), regia di Ron Underwood
- Hocus Pocus, regia di Kenny Ortega
- Last Action Hero - L'ultimo grande eroe (Last Action Hero), regia di John McTiernan
- La recluta dell'anno (Rookie of the Year), regia di Daniel Stern

#### Miglior film horror
- L'armata delle tenebre (Army of Darkness), regia di Sam Raimi[3]
- La metà oscura (The Dark Half), regia di George A. Romero
- L'innocenza del diavolo (The Good Son), regia di Joseph Ruben
- Senza tregua (Hard Target), regia di John Woo
- Kalifornia, regia di Dominic Sena
- Cose preziose (Needful Things), regia di Fraser Clarke Heston
- The Vanishing - Scomparsa (The Vanishing), regia di George Sluizer

#### Miglior attore
- Robert Downey Jr. - 4 fantasmi per un sogno (Heart and Souls)
- Robert Patrick - Bagliori nel buio (Fire in the Sky)
- Bill Murray - Ricomincio da capo (Groundhog Day)
- Arnold Schwarzenegger - Last Action Hero - L'ultimo grande eroe (Last Action Hero)
- Max von Sydow - Cose preziose (Needful Things)
- Christian Slater - Una vita al massimo (True Romance)
- Jeff Bridges - The Vanishing - Scomparsa (The Vanishing)

#### Miglior attrice
- Andie MacDowell - Ricomincio da capo (Groundhog Day)
- Anjelica Huston - La famiglia Addams 2 (Addams Family Values)
- Bette Midler - Hocus Pocus
- Laura Dern - Jurassic Park
- Michelle Forbes - Kalifornia
- Ally Sheedy - Il migliore amico dell'uomo (Man's Best Friend)
- Patricia Arquette - Una vita al massimo (True Romance)

#### Miglior attore non protagonista
- Lance Henriksen - Senza tregua (Hard Target)
- Charles Grodin - 4 fantasmi per un sogno (Heart and Souls)
- Tom Sizemore - 4 fantasmi per un sogno (Heart and Souls)
- John Malkovich - Nel centro del mirino (In the Line of Fire)
- Jeff Goldblum - Jurassic Park
- Wayne Knight - Jurassic Park
- J.T. Walsh - Cose preziose (Needful Things)

#### Miglior attrice non protagonista
- Amanda Plummer - Cose preziose (Needful Things)
- Sarah Jessica Parker - Hocus Pocus
- Joan Cusack - La famiglia Addams 2 (Addams Family Values)
- Julie Harris - La metà oscura (The Dark Half)
- Kyra Sedgwick - 4 fantasmi per un sogno (Heart and Souls)
- Alfre Woodard - 4 fantasmi per un sogno (Heart and Souls)
- Kathy Najimy - Hocus Pocus (Hocus Pocus)
- Nancy Allen - Robocop 3

#### Miglior attore emergente
- Elijah Wood - L'innocenza del diavolo (The Good Son)
- Christina Ricci - La famiglia Addams 2 (Addams Family Values)
- Manuel Colao - La corsa dell'innocente
- Joseph Mazzello - Jurassic Park
- Ariana Richards - Jurassic Park
- Austin O'Brien - Last Action Hero - L'ultimo grande eroe (Last Action Hero)
- Jesse Cameron-Glickenhaus - Il massacro degli innocenti (Slaughter of the Innocents)

#### Miglior regia
- Steven Spielberg - Jurassic Park[4]
- John McTiernan - Last Action Hero - L'ultimo grande eroe (Last Action Hero)
- Harold Ramis - Ricomincio da capo (Groundhog Day)
- George A. Romero - La metà oscura (The Dark Half)
- Henry Selick - Nightmare Before Christmas (The Nightmare Before Christmas)
- Ron Underwood - 4 fantasmi per un sogno (Heart and Souls)
- John Woo - Senza tregua (Hard Target)

#### Miglior sceneggiatura
- Michael Crichton e David Koepp - Jurassic Park
- Tracy Tormé - Bagliori nel buio (Fire in the Sky)
- Danny Rubin, Harold Ramis - Ricomincio da capo (Groundhog Day)
- Brent Maddock, S. S. Wilson, Gregory Hansen ed Erik Hansen - 4 fantasmi per un sogno (Heart and Souls)
- Tim Metcalfe - Kalifornia
- Shane Black e David Arnott - Last Action Hero - L'ultimo grande eroe (Last Action Hero)
- Quentin Tarantino - Una vita al massimo (True Romance)

#### Miglior costumi
- Mary Vogt - Hocus Pocus
- Theoni V. Aldredge - La famiglia Addams 2 (Addams Family Values)
- Bob Ringwood - Demolition Man
- Jennifer Butler - Ricomincio da capo (Groundhog Day)
- Sue Moore e Eric H. Sandberg - Jurassic Park
- Gloria Gresham - Last Action Hero - L'ultimo grande eroe (Last Action Hero)
- Joseph A. Porro - Super Mario Bros.

#### Miglior trucco
- Kevin Haney - La famiglia Addams 2 (Addams Family Values)
- K.N.B. EFX Group Inc. e Alterian Inc. - L'armata delle tenebre (Army of Darkness)
- John Vulich e Everett Burrell - La metà oscura (The Dark Half)
- Screaming Mad George e Steve Johnson - Freaked - Sgorbi (Freaked)
- Kevin Yagher e Mitchell J. Coughlin - Il migliore amico dell'uomo (Man's Best Friend)
- Jeff Goodwin, Vincent J. Guastini e Rob Burman - Super Mario Bros.
- Bob Keen - Warlock - L'angelo dell'apocalisse (Warlock: The Armageddon)

#### Migliori effetti speciali
- Dennis Muren, Stan Winston, Phil Tippett e Michael Lantieri - Jurassic Park
- Michael J. McAlister e Kimberly K. Nelson - Demolition Man
- Pacific Data Images e 4-Ward Productions - 4 fantasmi per un sogno (Heart and Souls)
- Buena Vista Visual Effects, Matte World Digital e Rhythm & Hues - Hocus Pocus
- John E. Sullivan - Last Action Hero - L'ultimo grande eroe (Last Action Hero)
- Ariel Velasco-Shaw, Eric Leighton e Gordon Baker - Nightmare Before Christmas
- Richard Edlund - Solar Crisis

#### Miglior colonna sonora
- Danny Elfman - Nightmare Before Christmas (The Nightmare Before Christmas)
- Marc Shaiman - La famiglia Addams 2 (Addams Family Values)
- Mark Isham - Bagliori nel buio (Fire in the Sky)
- Graeme Revell - Senza tregua (Hard Target)
- Marc Shaiman - 4 fantasmi per un sogno (Heart and Souls)
- John Williams - Jurassic Park
- Christopher Young - Il cannibale metropolitano (The Vagrant)

### Televisione

#### Miglior serie televisiva
- Lois & Clark - Le nuove avventure di Superman (Lois & Clark: The New Adventures of Superman)
- Le avventure di Brisco County Jr. (The Adventures of Brisco County, Jr.)
- I Simpson (The Simpsons)
- Star Trek: Deep Space Nine
- Star Trek: The Next Generation
- Wild Palms
- X-Files (The X-Files)

### Video

#### Miglior video
- Splatters - Gli schizzacervelli (Braindead)
- L'ambulanza (The Ambulance)
- Blade Runner
- El Mariachi
- Il cameraman e l'assassino (C'est arrivé près de chez vous)
- Tomcat: Dangerous Desires
- Warlock - L'angelo dell'apocalisse (Warlock: The Armageddon)

## Premi speciali
- President's Award: Steven Spielberg
- Life Career Award: 
  - Whit Bissell
  - Steve Reeves
- George Pal Memorial Award:
  - Stan Winston
  - Gene Warren
  - Wah Chang
- Service Award: Mohammed Rustam
- Posthumous Award: Alfred Hitchcock